# فلاديمير جوسيف
فلاديمير جوسيف (بالروسية: Владимир Гусев)‏ هو لاعب هوكي الجليد روسي، ولد في 24 نوفمبر 1982 في نوفوسيبيرسك في روسيا.

## وصلات خارجية
- فلاديمير جوسيف على موقع دوري الهوكي الوطني (الإنجليزية)
- فلاديمير جوسيف على موقع دوري الهوكي للقارات (الإنجليزية)
- فلاديمير جوسيف على موقع EliteProspects.com (الإنجليزية)
- فلاديمير جوسيف على موقع HockeyDB.com (الإنجليزية)